# 天桥镇 (西安市)
天桥镇，是中华人民共和国陕西省西安市鄠邑区一个已撤销的乡级行政区，2015年，陕西省民政厅批复同意撤销天桥镇，将其所辖行政区域划归玉蝉镇。